# Mistrzostwa Europy w Wioślarstwie 1908
16. Mistrzostwa Europy w Wioślarstwie odbyły się w dniu 30 sierpnia 1908 r. w szwajcarskiej Lucernie. Zawodnicy rywalizowali w 5 konkurencjach wioślarskich na pobliskim Jeziorze Czterech Kantonów. 

## Medaliści
| Konkurencja                 | Złoto | Srebro | Brąz | Źródło      |
| --------------------------- | --- | --- | --- | ----------- |
| M1x (jedynka)               | Gaston Delaplane | Ernst Hürlimann | – | [ 1 ] [ 2 ] |
| M2x (dwójka podwójna)       | Belgia Jozef Hermans · Xavier Crombet | Włochy Emilio Sacchini · Erminio Dones                                                                             | Szwajcaria H. de Kok · Max Geldner | [ 3 ]       |
| M2+ (dwójka ze sternikiem)  | Belgia Guillaume Visser · Urbain Molmans · Rodolphe Colpaert (sternik) | Włochy Ercole Olgeni · Scipione del Giudice · Giuseppe Mion (sternik)                                              | Francja | [ 4 ]       |
| M4+ (czwórka ze sternikiem) | Włochy Ercole Olgeni · Scipione del Giudice · Mario Tres · Brenno del Giudice · Giuseppe Mion (sternik)                                                                                 | Belgia Rodolphe Poma · Oscar Dessomville · Polydore Veirman · Oscar Taelman                                        | Szwajcaria Albert Breuleux · L. Peter · Th. Schmid · P. Ottiker · E.-W. von Seckendorff (sternik)                                                           | [ 5 ]       |
| M8+ (ósemka)                | Belgia Rodolphe Poma · Oscar Dessomville · Polydore Veirman · François Vergucht · Georges Mys · Stanisław Kowalski · Marcel Morimont · Oscar Taelman · Raphael van der Waeren (sternik) | Francja Lucien Roche · Pierre Herbinet · Marius Lejeune · Jobelin · Terrail · Georges Lejeune · Peyrouni · Besland | Włochy Giovanni Brunialti · Alberto del Nunzio · Archimede de Gregori · Alfredo Tuzi · Armando Garroni · Guido de Cupis · Carlo Gigliesi · Alfonso Serventi | [ 6 ] [ 2 ] |

## Klasyfikacja medalowa
| Miejsce | Reprezentacja | Złoto | Srebro | Brąz | Razem |
| ------- | ------------- | ----- | ------ | ---- | ----- |
| 1.      | Belgia        | 3     | 1      | 0    | 4     |
| 2.      | Włochy        | 1     | 2      | 1    | 4     |
| 3.      | Francja       | 1     | 1      | 1    | 3     |
| 4.      | Szwajcaria    | 0     | 1      | 2    | 3     |
| Razem   | Razem         | 5     | 5      | 4    | 14    |